# Opius porrectus
Opius porrectus är en stekelart som beskrevs av Papp 1978. Opius porrectus ingår i släktet Opius och familjen bracksteklar. Inga underarter finns listade i Catalogue of Life.